# Dzogchen (klooster)
Het Klooster van Dzogchen is een Tibetaans kloosters in oostelijk Tibet in de provincie Sichuan. Binnen het Tibetaans boeddhisme is het een van de zes moederkloosters in de nyingmatraditie. De andere vijf zijn Dorje Drag, Kathog, Mindroling, Palyul en Shechen.
Het klooster werd gesticht door Dzogchen Pema Rigzin (1625-1697), hoewel het jaartal niet geheel zeker is: volgens de Great Tibetan Dictionary was dat in 1675 en volgens Jamyang Khyentse Wangpo was dat in 1684. Tijdens de regering van de vijfde Dzogchen Rinpoche (1872-1935) kende het klooster de meeste activiteit, met meer dan vijfhonderd monniken in de dertien retraitecentra.
Het klooster werd bijna geheel verwoest door een aardbeving in 1842 en opnieuw opgebouwd. In 1936 werd het opnieuw verwoest door vuur en weer herbouwd. Vervolgens werd het aan het eind van de jaren 50 verwoest door de China. Na afloop van de Culturele Revolutie werd aan het begin van de jaren 80 opnieuw begonnen aan de herbouw van het klooster.
In de jaren 00 huisvest het klooster 250 monniken. Er is in de 20e eeuw ook een dzogchen in India gebouwd.